# 춘천 발산리 고인돌군
춘천 발산리 고인돌군은 강원특별자치도 춘천시 신북읍 발산리 253번지에 있다. 2019년 9월 10일 춘천시의 향토문화유산 제2019-1호로 지정되었다.

## 지정사유
발산리 고인돌군은 2002년 발굴조사 이후 매장문화재 보존유적으로 관리되고 있다. 한 공간에 지석묘와 석관묘가 공존하고 있으며, 4호 지석묘는 매장주체부 외곽에서 의례행위가 추정되는 소뼈가 확인되고, 5호 지석묘는 평면형태가 오각형인 매장주체부에 시신을 화장 후 안치하는 등 특이점이 있다.
지석묘 7기가 한 곳에 모여 있다는 점에서 향토문화유산으로 지정하여 보존할 가치가 있다.